# Meurguesia albolineata
Meurguesia albolineata är en skalbaggsart som beskrevs av Thierry Bourgoin 1927. Meurguesia albolineata ingår i släktet Meurguesia och familjen Cetoniidae. Inga underarter finns listade i Catalogue of Life.